# Império do Cajual
O GRASS Império do Cajual é uma escola de samba do carnaval de Manaus.

## Carnavais
| Ano  | Colocação | Grupo | Enredo | Carnavalesco | Ref. |
| ---- | --------- | ----- | ------ | ------------ | ---- |
| 2019 |           |       |        |              |      |